# Фортескью, Хью, 2-й граф Фортескью
Хью Фортескью, 2-й граф Фортескью (англ. Hugh Fortescue, 2th Earl Fortescue; 13 февраля 1783 — 14 сентября 1861) — британский пэр и политик. Носил титул учтивости виконт Эбрингтон с 1789 по 1841 год.

## Происхождение и образование
Родился 13 февраля 1783 года. Старший сын Хью Фортескью, 1-го графа Фортескью (1753—1841), и Эстер Гренвиль (? — 1847), дочери премьер-министра Великобритании Джорджа Гренвиля. Он получил образование в Итонском колледже и Брасенос-колледже в Оксфорде.

## Карьера
Виконт Эбрингтон заседал в Палате общин Великобритании от Барнстейпа (1804—1807), Сент-Мауэса (1807—1809), Бакингема (1812—1817), Девона (1818—1820), Тавистока (1820—1830), Девона (1830—1832) и Северного Девона (1832—1839). В феврале 1839 года он был вызван в Палату лордов на основании приказа об ускорении присвоения ему отцовского титула 4-го барона Фортескью.
В 1800-х годах виконт Эбрингтон был членом парламентской фракции Гренвиллит, принадлежавшей к той части партии вигов, которая поддерживала войну с Наполеоном. В 1810-х годах он отделился от Гренвиллита и примкнул к молодым вигам . Симпатизировал Французской революции и позднее опубликовал свои беседы с Наполеоном во время его изгнания на Эльбе.
Виконт Эбрингтон выступал против Шести актов (1819) как «самую тревожную атаку, когда-либо совершенную парламентом на свободы и конституцию страны». В 1820-х годах продвигал и голосовал за парламентскую реформу. После прихода к власти вигов в 1830 году, виконт Эбрингтон сыграл существенную роль в принятии Акта об Избирательной реформе (1832).
В 1830-х годах виконт Эбрингтон руководил фракцией вигов-реформистов. В правительстве лорда Мельбурна Хью Фортескью занимал должность лорда-лейтенанта Ирландии с 1839 по 1841 год. В правительстве лорда Джона Рассела лорд Фортескью служил в качестве лорда-стюарда с 1846 по 1850 год. Член Тайного Совета Великобритании с 1839 года, кавалер Ордена Подвязки с 1856 года.
16 июня 1841 года после смерти своего отца Хью Фортескью унаследовал титулы 2-го графа Фортескью и 2-го виконта Эбрингтона.
Полковник 1-го Девонского ополчения (штаб-квартира в замке Эксетер), лорд-лейтенант графства Девон с 1832 по 1839 год.

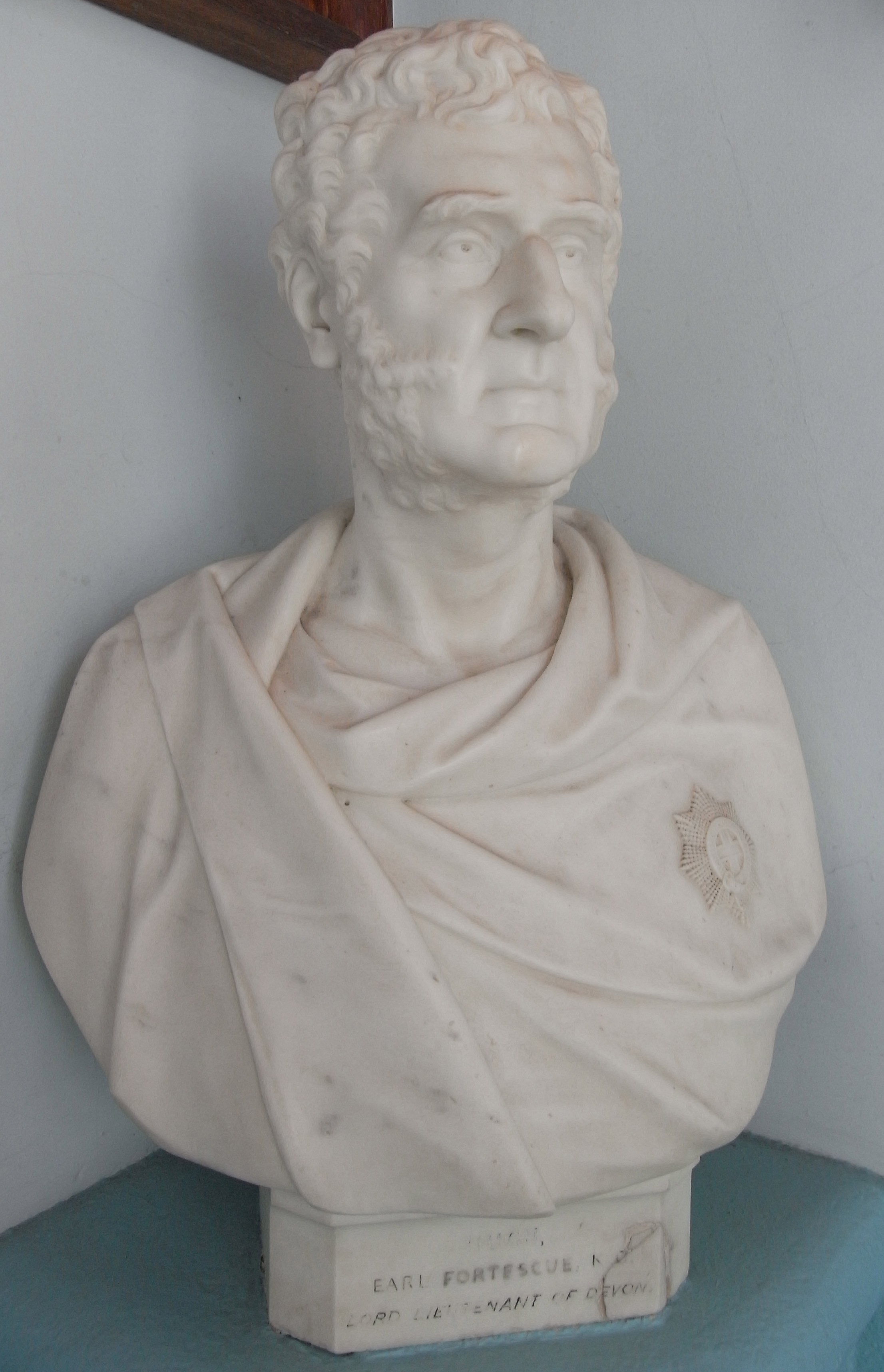
Мраморный бюст Фортескью в школе Вест-Бакленд

В 1858 году лорд Фортескью основал частную школу Уэст-Бакленд в графстве Девон для мальчиков, сыновей его фермеров-арендаторов. Мраморный бюст лорда Фортескью со Звездой Подвязки, созданный в 1861 году Эдвардом Боурингом Стивенсом, стоит на лестнице Мемориального зала школы.

## Личная жизнь
4 июля 1817 года в Лондоне лорд Фортескью женился первым браком на леди Сьюзен Райдер (20 июня 1796 — 30 июля 1827), дочери Дадли Райдера, 1-го графа Харроуби, и леди Сьюзан Левесон-Гоуэр. У них было трое сыновей:
- Хью Фортескью, 3-й граф Фортескью (4 апреля 1818 — 10 октября 1905), старший сын и преемник отца.
- Достопочтенный Джон Фортескью (14 июля 1819 — 25 сентября 1859), член Палаты общин
- Достопочтенный Дадли Фортескью[англ.] (4 августа 1820 — 2 марта 1909), член Палаты общин.

26 июля 1841 года в Дублине, через четырнадцать лет после смерти своей первой жены, лорд Фортескью женился во второй раз на Элизабет Гил (ок. 1805 — 4 мая 1896), дочери Пирса Гила и вдове сэра Маркуса Сомервилля, 4-го баронета (ок. 1775—1831).
Лорд Фортескью умер в сентябре 1861 года в возрасте 78 лет, и ему наследовал его старший сын от первого брака Хью Фортескью.

## Портреты

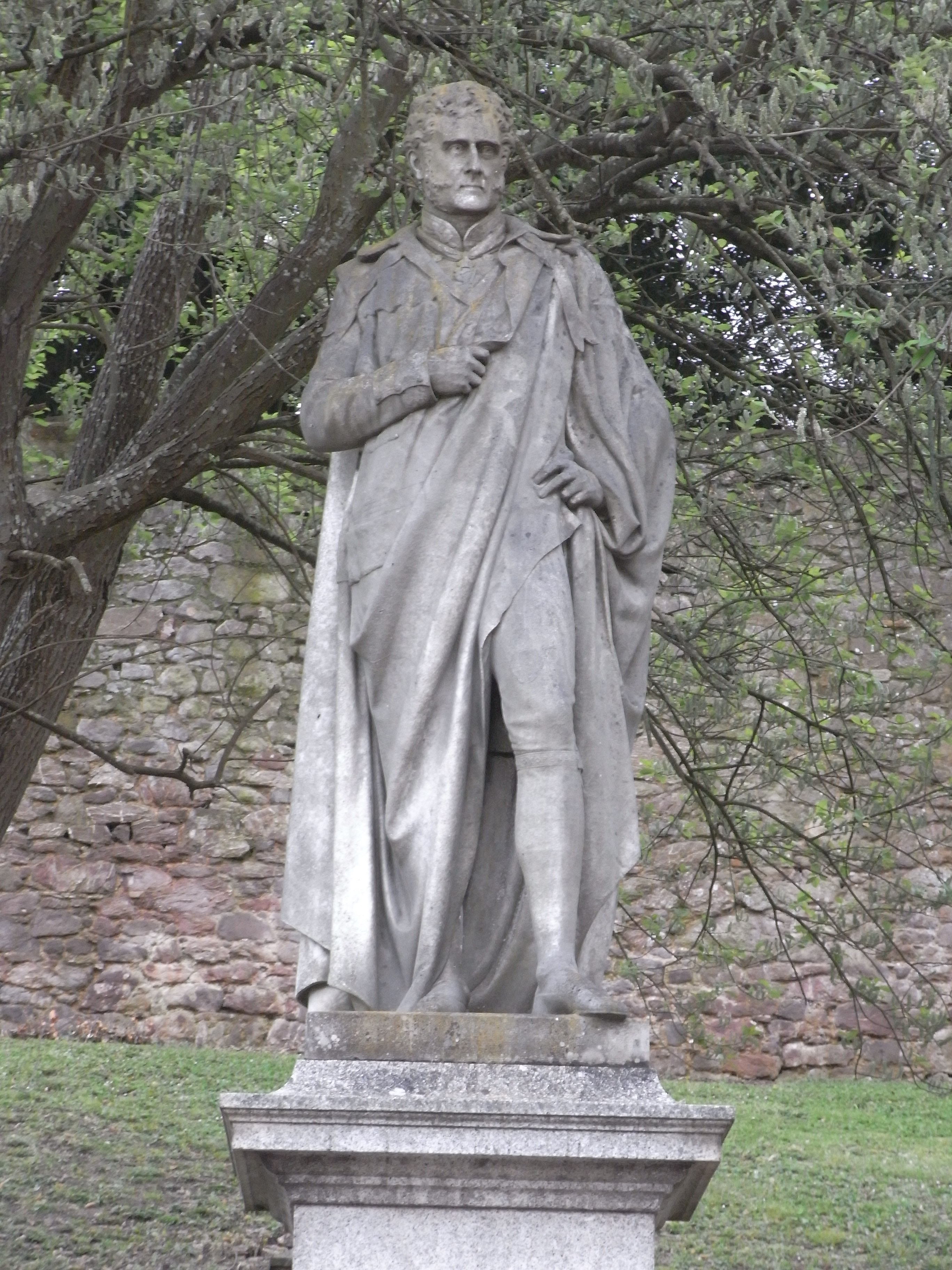
Статуя Фортескью работы Эдварда Боуринга Стивенса, 1863 год, во дворе замка Эксетер.

Статуя лорда Фортескью стоит во дворе замка Эксетер, а его мраморный бюст выставлен на лестнице Мемориального зала школы Вест-Бакленд. 49 семейных портретов Фортескью были спасены от катастрофического пожара в Касл-Хилл 9 марта 1934 года с незначительными повреждениями от дыма, но вскоре после этого все были уничтожены огнем, когда грузовик, возвращавший их от реставратора, загорелся, когда он был припаркован на ночь в ожидании их возвращения в Касл-Хилл.